# São João de Lourosa
São João de Lourosa ist eine Freguesia im Kreis Viseu in Portugal. Sie hat 4690 Einwohner (Stand 19. April 2021) bei einer Fläche von 26,0 km². 